# 瓜地馬拉格查爾
瓜地馬拉格查爾 （貨幣編號：GTQ）是瓜地馬拉的流通貨幣。名稱來源于瓜地馬拉的國鳥格查尔鸟。輔幣單位為分，1格查爾=100分。

## 流通中的貨幣

### 硬幣
- 1 分
- 5 分
- 10 分
- 25 分
- 50 分
- 1 格查爾

### 紙幣
- 50 分
  - 正面：泰根·烏曼
  - 背面：蒂卡尔
- 1 格查爾
  - 正面：何塞·玛丽亚·奥雷利亚纳·平托
  - 背面：危地馬拉銀行主大樓
- 5 格查爾
  - 正面：胡斯托·鲁菲诺·巴里奥斯·奥延
  - 背面：寓言教育
- 10 格查爾
  - 正面：米格尔·加西亚·格拉纳多斯·萨瓦拉
  - 背面：危地馬拉國民議會在1872年的照片
- 20 格查爾
  - 正面：馬里亞諾·加爾韋斯
  - 背面：簽署中美洲獨立宣言
- 50 格查爾
  - 正面：卡洛斯·沙卡桑
  - 背面：咖啡對國家的重要性（一個寓言）
- 100 格查爾
  - 正面：弗朗西斯科·馬羅金
  - 背面：安地瓜的第一所大学建筑，危地马拉圣卡洛斯大学
- 200 格查爾
  - 正面：塞巴斯蒂安·烏爾塔多、馬里亞諾·巴爾韋德、乍曼·阿爾坎塔拉
  - 背面：馬林巴的寓言

## 外部連結
- Banco de Guatemala （页面存档备份，存于）
- 唐的世界硬币画廊：Guatemala
- 罗恩·怀斯的世界纸币：Guatemala 镜像网站
- 环球货币历史：Guatemala
- 《环球金融资料》系列：Guatemala Quetzal
- 《环球金融资料》货币历史表格（ 微软试算表格式）
- 危地马拉的钞票 （页面存档备份，存于）（英文）（德文）